# Qualmwasser

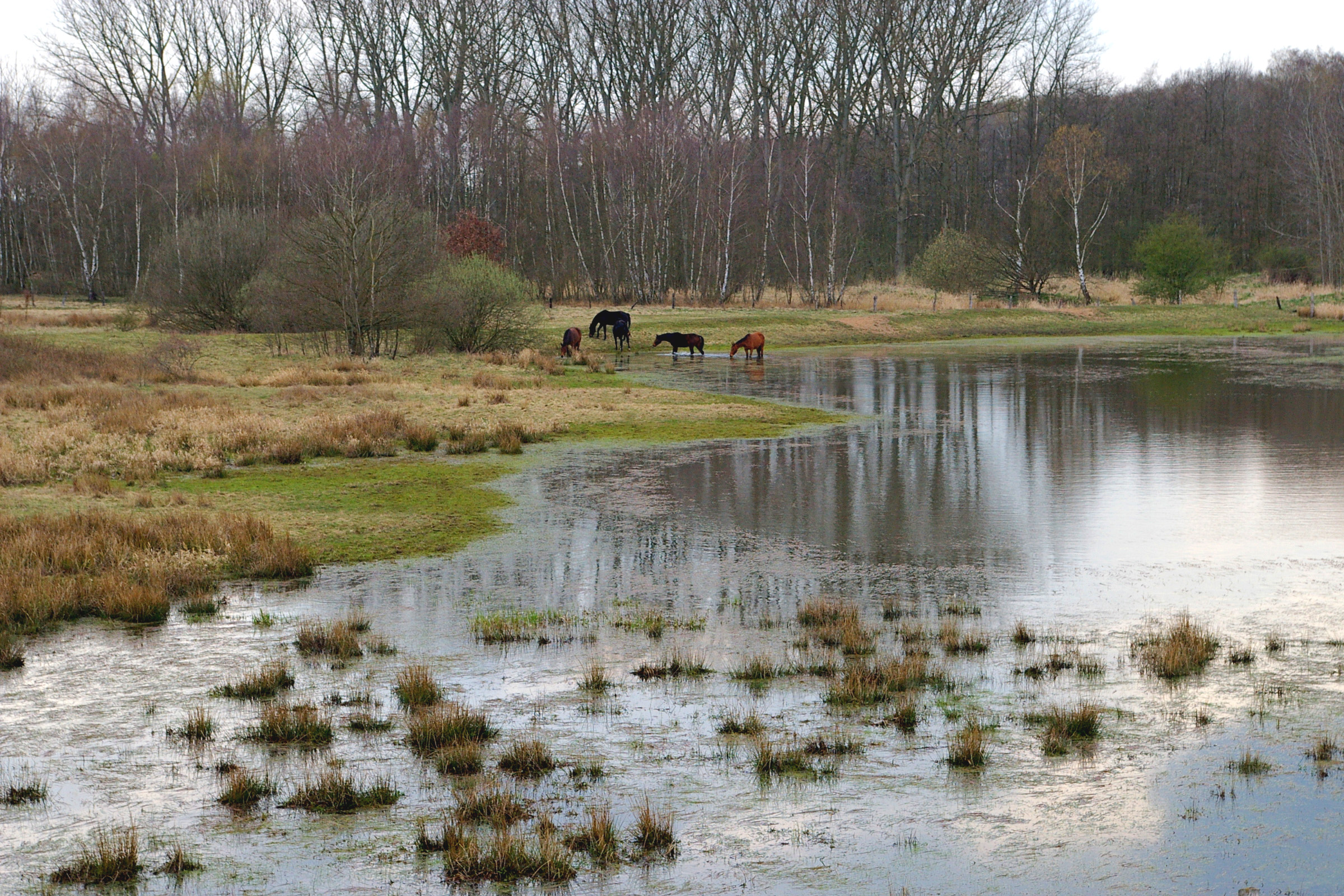
Qualmgewässer an der Elbe

Das Qualmwasser, auch Drängewasser oder Druckwasser genannt (vgl. Druckwasser (Deichbau)), bezeichnet Wasser, welches unter einem durch Hochwasser eingestauten Deich durchsickert und an der Luftseite des Deiches aus dem Boden aufsteigt. Dieses Phänomen kann man oft bei grobporigem, sandig-kiesigem Bodengrund beobachten. Es tritt häufig unmittelbar hinter dem Deich relativ konzentriert an die Oberfläche und bildet temporäre Flachgewässer. Dabei erfolgt der Wasseraustritt manchmal „brodelnd“ bzw. „qualmend“, weil im Boden eingelagerte Luft hochgedrückt wird.  Wo sehr hohe Qualmwassermengen anfallen, wird auf landwirtschaftlichen Flächen landseitig des Deiches manchmal parallel ein Qualmdeich angelegt, um den weiteren Bereich zu sichern.
Große Mengen an Qualmwasser können die Standsicherheit des Deiches in Frage stellen und erfordern daher ein schnelles Eingreifen. 
In Naturschutzgebieten kann Qualmwasser durchaus erwünscht sein, da es die Grundlage für den Erhalt von Biotopen in der ehemaligen Überflutungsaue sein kann. An der mittleren Elbe, wo temporäres Qualmwasser besonders häufig auftritt, handelt es sich beispielsweise um Habitate von anderenorts seltenen Amphibien wie der Rotbauchunke, dem Moorfrosch oder dem Laubfrosch sowie um Refugien von Urzeitkrebsen.
Das übrige bei Hochwasser durch einen Deich drückende und an der landseitigen Böschung austretende Wasser nennt man Drängewasser, Kuverwasser, Köhrwasser, Quellwasser oder Schweißwasser.